# 小管枪乌贼
小管枪乌贼（学名：Loligo oshimai）为枪乌贼科枪乌贼属的动物，俗名浅水鱿鱼、鱿鱼、大岛氏锁管、小管。分布于马来群岛海域，包括南海等海域，生活环境为海水，常生活于浅海以及岛屿附近水清的海域。该物种的模式产地在台湾台南。

## 外部連結
維基物種上的相關：小管枪乌贼